# برایان دافی
برایان دافی (به انگلیسی: Brian Duffy (astronaut)) فضانورد اهل کشور ایالات متحده آمریکا است که در ۲۰ ژوئن ۱۹۵۳ میلادی در بوستون زاده شد. وی در مأموریت اس‌تی‌اس-۴۵، اس‌تی‌اس-۵۷، اس‌تی‌اس-۷۲، اس‌تی‌اس-۹۲ حضور داشته است.